# Виров, Итай
Итай Виров (ивр. איתי וירוב‎; род. 14 апреля 1966, Рамат-ха-Ковеш, Израиль) — израильский военный, генерал-майор (алуф). Занимал должность командующего Штабом глубины и командующего военных колледжей Армии обороны Израиля, начальника штаба сухопутных войск, командующего дивизией «Газа», начальника пехотного и воздушно-десантного корпуса и командующего бригадой «Кфир».

## Биография
Итай Виров родился и вырос в кибуце Рамат-ха-Ковеш. В 1985 году он был призван в Армию обороны Израиля. Добровольно служил в воздушно-десантных войсках Цанханим, и в 1985 году волонтерствовал в батальоне по парашютным десанту бригады «Нахаль». Прошёл курс боевой подготовки, курс командиров и курс офицеров боевой подготовки. После курса вернулся в батальон парашютного десанта бригады «Нахаль» в качестве командира взвода. В августе 1989 года его повысили до командира роты в составе батальона. В 1991 году его повысили до командира роты в 101-м батальоне.
В 1992 году Итай Виров стал заместителем командира учебной базы Парадесантной бригады. Затем его повысили до оперативного офицера Парадесантной бригады. Впоследствии он прошёл обучение в бронетанковом корпусе, учёбу в Колледже командиров и штабных офицеров, и получил степень бакалавра по финансам в Университете Бар-Илан.
В 1997 году ему было присвоено звание подполковника, и он стал командиром 101-го батальона. Итай Виров служил в этой должности до 1999 года и командовал батальоном, в том числе в боях против Хезболлы на юге Ливана.
В 1999 году Итая Виров повысили до командира учебной базы Парадесантной бригады, и он служил в этой должности до 2001 года. Затем Итай Виров отправился учиться на степень магистра стратегии в области военного дела в Королевский колледж обороны (RCDS) в Великобритании.
В 2003 году Итай Виров получил звание полковника, и стал командиром бригады на северной границе. В 2005 году Итай Виров занял должность командира Тактической командной академии и одновременно командира 55-й бригады, где он служил до 2007 года. В этот период пришлось пережить события Второй ливанской войны.
5 августа 2007 года Итай Виров стал командиром бригады «Кфир» и служил в этой должности до 20 августа 2009 года. После обучения в Национальном колледже обороны Израиля, он снова служил в качестве командира 55-й бригады и курса командиров рот.
23 января 2012 года Итая Виров повысили до звания бригадного генерала и назначили командиром курса командиров рот, одновременно руководя проектом в сухопутных войсках. 13 сентября 2012 года он стал начальником пехотного и воздушно-десантного корпуса.
31 августа 2014 года Итай Виров стал командиром дивизии «Газа». В начале июля 2016 года он был назначен начальником штаба сухопутных войск.
10 марта 2019 года Итая Виров повысили до звания генерал-майора, а 11 марта он стал командиром Военных колледжей ВС Израиля. 18 августа 2020 года, дополнительно к своей текущей должности, он стал командиром Штаба глубины ВС Израиля.